# واین هیلدرد
واین هیلدرد (انگلیسی: Wayne Hildred؛ زادهٔ ۱۲ سپتامبر ۱۹۵۵) دوچرخه‌سوار اهل استرالیا است.وی قهرمان مسابقات ملی دوچرخه‌سواری جاده استرالیا در سال ۱۹۸۲ شده است. 